# Ангеліна Ілієва
Ангеліна Іванова Ілієва (болг. Ангелина Иванова Илиева, 19 червня 1972, Ардино) — болгарська письменниця-фантастка, відома під псевдонімом Йоан Владимир, яка пише переважно в стилі фентезі та міфологічної фантастики.

## Біографія
Народилася Ангеліна Ілієва в місті Ардино Кирджалійської області. Навчалася в Софійському університеті на факультеті болгарської філології, після завершення навчання працювала в низці друкованих видань коректором, редактором і репортером. Розпочала літературну діяльність у 2001 році, коли її перше оповідання «Три ланцюги рабів» (болг. Три синджира роби) під псевдонімом Йоан Владимир вийшло друком у журналі «Фентъзи фактор». Для творчості Ангеліни Ілієвої характерно поєднання фентезі, магічної фантастики, та болгарського фольклору, з використанням образів історичних постатей Болгарії. У 2006 році за збірку творів, опублікованих у мережі Інтернет, під назвою «Легенди про варту трьох воріт» (болг. Легенди за стражите на Трите порти), письменниця отримала премію Єврокону за найкращий дебют.

## Вибрана бібліографія

### Збірки
- 2005 — Легенди за стражите на Трите порти (інтернет-публікація)

### Оповідання
- 2001 — Три синджира роби
- 2002 — Звярът
- 2002 — Какавидата
- 2002 — Триптих за лампата
- 2004 — Оброк
- 2005 — Демонофилия
- 2006 — Атентатът
- 2008 — Семеен занаят
- 2008 — Господаря на вълците
- 2008 — Тя е камък
- 2015 — Семеен занаят 2: О, тигре, тигре